# Allainville (Eure-et-Loir)
Allainville ist eine französische Gemeinde mit 153 Einwohnern (Stand: 1. Januar 2022) im Département Eure-et-Loir in der Region Centre-Val de Loire; sie gehört zum Arrondissement Dreux und zum Kanton Dreux-1. Die Einwohner werden Allainvillois genannt.

## Geographie
Allainville liegt etwa fünf Kilometer westsüdwestlich des Stadtzentrums von Dreux. Umgeben wird Allainville von den Nachbargemeinden Louvilliers-en-Drouais und Vert-en-Drouais im Norden, Vernouillet im Osten, Garnay im Südosten, Garancières-en-Drouais im Süden, Châtaincourt im Südwesten sowie Boissy-en-Drouais im Westen und Nordwesten.

## Bevölkerungsentwicklung
| Jahr                       | 1962 | 1968 | 1975 | 1982 | 1990 | 1999 | 2006 | 2019 |
| Einwohner                  | 50   | 42   | 35   | 82   | 124  | 120  | 150  | 141  |
| Quellen: Cassini und INSEE |      |      |      |      |      |      |      |      |

## Sehenswürdigkeiten
- Kirche Saint-Samson aus dem 9. Jahrhundert
- ehemaliges Schloss Allainville

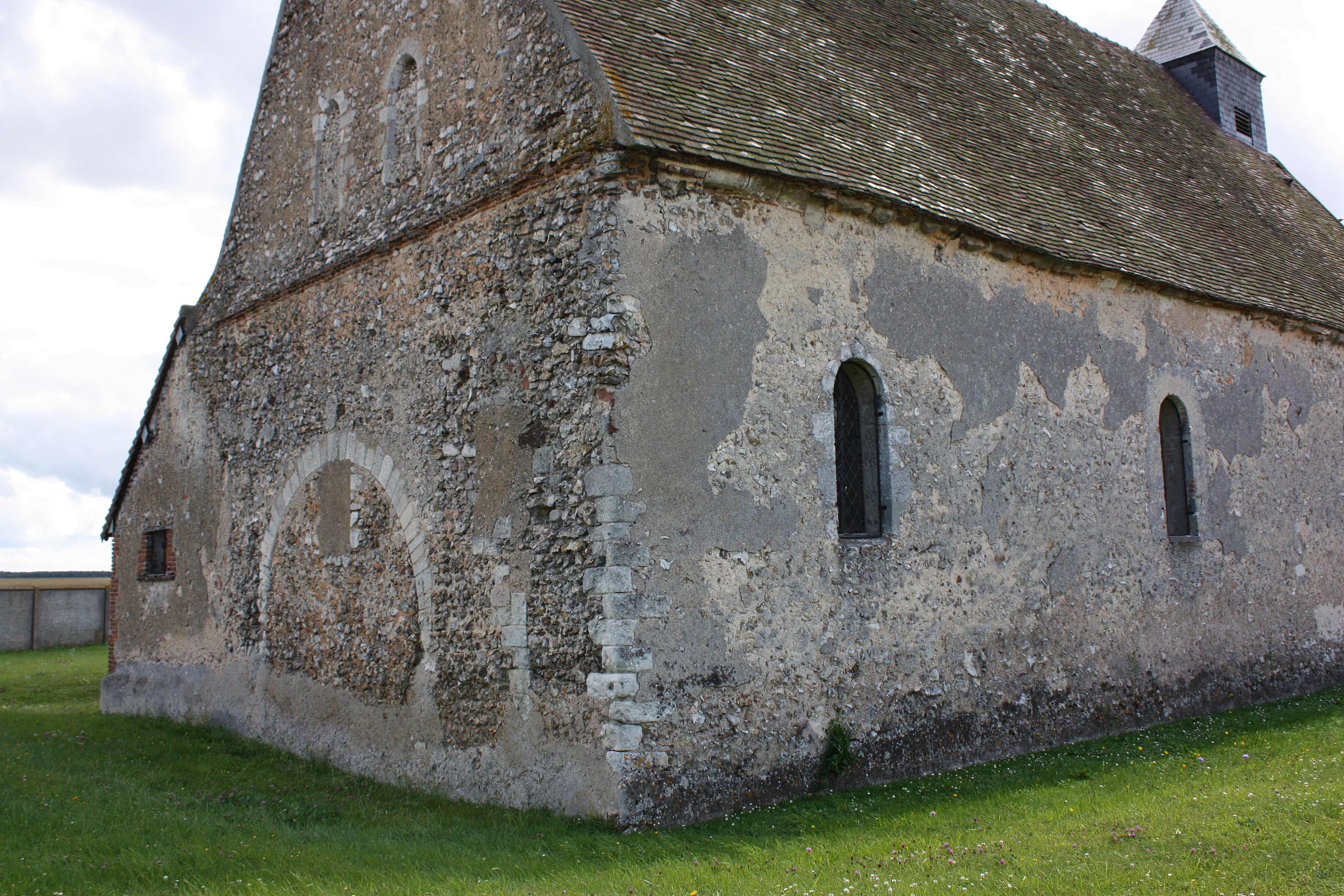
Kirche Saint-Samson
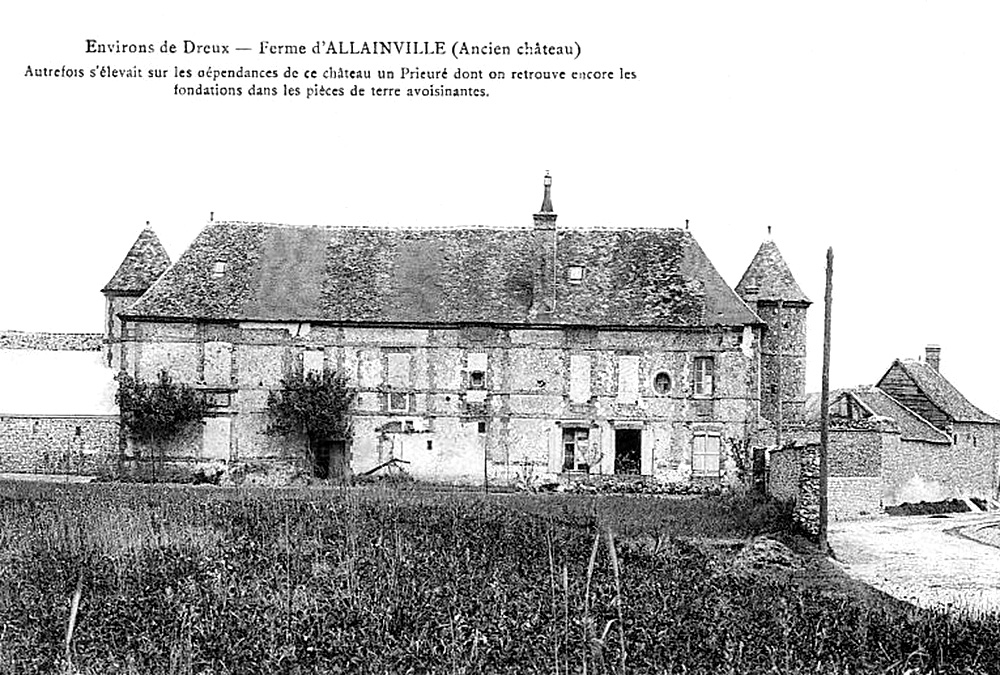
Ehemaliges Schloss

## Persönlichkeiten
- Bernard Maréchal (1840–1924), Ordensgeistlicher und Gründer der Zisterzienserabtei Pont-Colbert